# ジョン・ジャービス (技術者)
ジョン・ブルームフィールド・ジャービス（英語: John Bloomfield Jervis、1795年12月14日 - 1885年1月12日）は、アメリカ合衆国の土木技術者である。南北戦争前の時期、1820年から1860年頃にかけての指導的な技術者であった。領土を拡大しつつあったアメリカ合衆国にとって、ジャービスは運河と鉄道建設のパイオニアであった。彼はアメリカ合衆国でも初期の5つの鉄道の建設の設計・監督に携わり、3つの大きな運河プロジェクトの主任技術者を務め、アメリカで最初に走った蒸気機関車を設計し、1842年から1891年までニューヨークに新鮮な水を供給していた全長41マイルのクロトン導水路の設計を行い、そしてボストンの水道システムの顧問技師であった。
デラウェア・アンド・ハドソン運河の主任技術者として務めているときに、彼はスタウアブリッジ・ライオンの設計を行い、また先台車を持つ最初の蒸気機関車、車軸配置4-2-0の機関車を開発した。この4-2-0は彼にちなんでジャービスと呼ばれる。
ジャービスは経済学に関する本を著し、1877年にはThe Question of Labor and Capital（労働と資本の問題）を出し、またロームに製鉄所を建設してアップステート・ニューヨークの産業を発展させる助けとなった。また彼はロームの図書館の創設者でもある。

## 経歴
ジャービスはロングアイランドのハンチントンにおいて生まれ、当時フォート・スタンウィックス (Fort Stanwix) と呼ばれていたロームで育った。
ジャービスは1817年にエリー運河の建設工事で斧を使う工夫として雇われた。建設作業班の一員として働きながら、彼は工学を学んだ。当時、アメリカ合衆国には工学の学校がほとんどなかった時代である。1819年までには彼は、運河の中間の50マイルの区間における指導技術者になっていた。
1827年にジャービスはデラウェア・アンド・ハドソン運河の主任技術者となった。主任技術者として彼はスタウアブリッジ・ライオンの設計を行い、イングランドのフォスター・ラストリックが製造を担当した。1831年に彼はニューヨーク・セントラル鉄道の前身の1つである、モホーク・アンド・ハドソン鉄道の主任技術者となり、2年後には彼はアップステート・ニューヨークにおいてシェナンゴ運河の主任技術者に任命され、その設計と建設に助言を行った。
ジャービスは車軸配置4-2-0の蒸気機関車を設計した最初の技術者であり、4-2-0は彼にちなんでジャービスと呼ばれる。4-2-0は2軸の先台車を備え、これが機関車を曲線に沿って案内し、また火室の下に1軸の動輪を備えている構造である。
1836年にジャービスは、全長41マイルのクロトン導水路の主任技術者に選ばれた。この導水路は1842年から1891年までニューヨークへ新鮮な水を供給していた。この計画向けにジャービスが描いた当時の図面の多くがワシントンD.C.のスミソニアン博物館とアメリカ議会図書館に保存されている。ニューヨークのハーレム川に今も架かり、マンハッタンとブロンクス区を結んでいるハイ・ブリッジは、このプロジェクトの一部であった。
クロトン導水路の工事の後、ジャービスはボストンの水道システムの顧問技術者を1846年から1848年まで務めた。
1850年代と1860年代初頭にはアメリカ合衆国中西部の鉄道で働き、ミシガン・サザン・アンド・ノーザン・インディアナ鉄道とシカゴ・アンド・ロック・アイランド鉄道（シカゴ・ロック・アイランド・アンド・パシフィック鉄道の前身の一つ）の主任技術者を務め、またシカゴ・アンド・ロック・アイランド鉄道の社長を1851年から1854年まで務め、最終的にはピッツバーグ・フォートウェイン・アンド・シカゴ鉄道の技術者も務めた。

## 引退と遺産

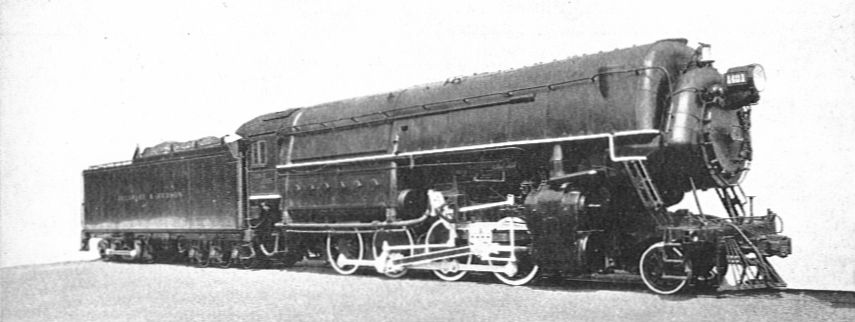
1401号機関車「ジョン・B・ジャービス」

ジャービスは1864年に引退し自宅のあるニューヨーク州ロームへ帰ったが、その地域での活動は継続した。1869年には彼は、現在のローム製鉄所となるマーチャンツ製鉄所の設立に貢献した。
ジャービスの余生のほとんどは執筆に費やされた。彼は1877年にThe Question of Labor and Capital（労働と資本の問題）を執筆した。
彼の死に際しては、ジャービスは自宅を公開の図書館として使えるようにローム市に遺贈した。彼の個人的な収集図書は現在、ジャービス公共図書館のジョン・B・ジャービスコレクションとなっている。建物は1982年にアメリカ合衆国国家歴史登録財に登録された。
1927年にデラウェア・アンド・ハドソン鉄道は400 psi（2.8 MPaまたは28 kg重/cm2）の蒸気圧で走る実験的な蒸気機関車を製造した。この1401号機関車はジョン・B・ジャービスと名付けられた。
ニューヨーク州のポートジャービスも彼の名にちなんでいる。この町はジャービスが設計したかつてのデラウェア・アンド・ハドソン運河に面した港で、ニューヨーク州、ニュージャージー州、ペンシルベニア州の境界に位置している。

## 著作
- Railway Property （1859年）
- The Construction and Management of Railways （1861年）
- Labor and Capital （1877年）